# USS LST-995
O USS LST-995 foi um navio de guerra norte-americano da classe LST que operou durante a Segunda Guerra Mundial.